# Muhlenbergia macroura
Espèce
Muhlenbergia macroura est une espèce de plantes monocotylédones de la famille des Poaceae, sous-famille des Chloridoideae, originaire d'Amérique du Nord et d'Amérique centrale.
Ce sont des plantes herbacées vivaces, aux tiges(chaumes) de 1 à 2 mètres de long et aux inflorescences en panicules spiciformes.
Ces plantes sont récoltées, notamment au Mexique pour leurs racines, avec lesquelles on fabrique des brosses et des balais.

## Distribution et habitat
L'aire de répartition originelle de Muhlenbergia macroura s'étend principalement au Mexique (États de Chihuahua, Durango, San Luis Potosí, Aguascalientes, Chiapas, Guanajuato, Hidalgo, Jalisco, Michoacán, Morelos, Oaxaca, Puebla, Tlaxcala, Veracruz, District fédéral), ainsi qu'au Guatemala.
La plante se rencontre sur les plateaux, dans les fourrés sur sols sableux, les lieux ouverts et bords de routes, à des altitudes comprises entre 1 500 et 3 000 mètres.

## Synonymes
Selon Catalogue of Life (20 décembre 2017) :
- Cinna setifolia (J.Presl) Kunth
- Crypsinna macroura E.Fourn. ex Benth.
- Crypsinna setifolia E.Fourn.
- Crypsis macroura Kunth
- Crypsis setifolia J.Presl
- Epicampes macroura Benth.
- Phleum macrourum Willd. ex Steud., pro syn.